# سيلاس هاوس
سيلاس هاوس (بالإنجليزية: Silas House)‏ (7 أغسطس 1971، مقاطعة لوريل في الولايات المتحدة)؛ صحفي وروائي أمريكي.